# グリーブカイ
グリーブカイ（リトアニア語: grybukai）は、バルト三国の内の一国であるリトアニアのキノコの形をした伝統的な焼き郷土菓子である。
中身は固めのスポンジケーキ、ジンジャーブレッド（プリャーニク）、またはビスケットと表現されるように、小麦粉、卵、バター、砂糖、ハチミツなどで作られた生地にシナモン、クローブ、ナツメグなどのスパイスとサワークリームで風味を加えて用意され、焼きあがった後は傘の部分はチョコレートでコーティングされ、柄の部分はアイシングされ、石突にはケシの実がまぶされる。チョコレートの代わりにココアが使われることや、傘にオレンジ色や水色のコーティング、時には黄色や白の小さな点で水玉模様の飾りが施されることもある。
特別な、それぞれ半分のキノコの形の窪みがある厚手の金属製焼き型で生地を上下で挟み、火にかけて生地を焼くが、型は貴重なもので宝物として代々家族で受け継がれている。型が無い場合は、傘と柄の部分を別々に手で成形しオーブンで焼き、焼きあがったのちにアイシングで接着した。
家庭で焼かれる菓子の代表かつ典型的なもので、オーレリウス・ジーカス駐日リトアニア共和国特命全権大使も子供の頃母親が良く焼いてくれたことが記憶に残っているという。かつては主に祝祭や結婚式の際に焼かれていたほか、特にクリスマスの季節に焼かれることが多い。現代では、季節や特別な記念日に係わらず一年中食され、お店で購入が可能になっているが、イベントでは必ず用意される菓子となっている。
リトアニアは、豊かな森と湿った気候がキノコの生育に非常に適しており「きのこ王国」とも称されるほどキノコの名産地である。リトアニア人のDNAにはキノコ狩りの遺伝子が刻まれていると言われるぐらい伝統的にキノコ狩りが盛んで、実際リトアニアでは、国や地方自治組織が保護する地域や区域を除いては、誰でも例えそれが私有地であってもプライバシーを尊重する限り、自由にキノコやベリーを採ることができる権利が保障された「立ち入り自由権」という法がある
。2025年大阪・関西万博では、ラトビアと共同出展しているパビリオンの公式アンバサダーとして、リトアニア語ではバラヴィカス（Baravykas）と呼ばれるポルチーニ茸をモチーフにしたゆるキャラ「バラビちゃん」が採用されるほどキノコに対する思い入れは強い。
グリーブカイは、日本では「リトアニアのきのこの山」と紹介されたこともあったが、グリーブカイの方が歴史は古く、何百年に渡って作られて来た伝統がある。